# Rafael Allendesalazar y Urbina
Rafael Allendesalazar y Urbina (Madrid, 11 de maig de 1918 - 25 de desembre de 2000) fou un aristòcrata i militar espanyol, III comte de Tobar. Fill de Francisco Javier Allendasalazar y Azpíroz i de María de la Paz de Urbina y Melgarejo, a la mort del seu pare heretà el títol de comte de Tobar.

## Carrera
L'inici de la guerra civil espanyola el va sorprendre a Sant Sebastià. Allí es va unir al requeté i lluità al front del Nord. Després passà a l'Acadèmia d'Alferes Provisionals de Burgos i el 1937 fou ascendit a tinent. Fou ferit al front de Madrid i el 1938 fou condecorat amb la Medalla de Patiments per la Pàtria. Després de la guerra fou destinat a Sant Sebastià, però el 1942 es va enrolar en la Divisió Blava. Participà en la batalla de Krasni Bor, fou ascendit a capità i condecorat amb la Creu de Ferro. El 1945 va tornar a Espanya, on es va casar amb Pilar Pérez de Guzmán y Escrivá de Romaní, filla del marquès de Marbais, fou ascendit a comandant i destinat a la Capitania General de Valladolid. El 1951 restà vidu i durant un any va ingressar com a monjo a la Cartuja de Miraflores. Va tornar a l'exèrcit, on el 1957 es va graduar a l'Escola d'Estat Major i el 1958 ascendí a tinent coronel. El 1962 va estudiar a París i el 1964 fou professor a l'Escola d'Estat Major. Ascendit a coronel, fou agregat a l'ambaixada espanyola a París, Brussel·les fins al 1973. El 1975 fou ascendit a general de brigada i destinat a la Comandància General de Melilla. El 5 de gener de 1979 fou nomenat governador militar de Madrid en substitució de Constantino Ortín Gil, mort poc abans per ETA. Allí el va sorprendre el cop d'estat del 23 de febrer de 1981, i sembla que va malbaratar l'operació dels colpistes per fer-se amb el Govern Militar de Madrid.
El 27 de febrer de 1981 fou nomenat cap de la Divisió de Muntanya "Urgel" número 4 i governador militar de Lleida. El 10 de desembre de 1981 fou ascendit a tinent general i nomenat capità general de la III Regió Militar. Deixà el càrrec el 6 de febrer de 1983 quan fou nomenat capità general de la I Regió Militar. El 31 d'agost del mateix any deixà el càrrec i va passar a la reserva.
El maig de 1988 va ser centre d'una polèmica quan va escriure una carta al diari ABC demanant l'indult pel general Alfonso Armada Comyn, cosí seu.